# 8VSB
8VSB는 ATSC 표준에서 디지털 텔레비전 방송에 쓰이는 변조 방식이다. 8VSB는 여덟 단계의 잔류 측파대 변조로, 사인 반송파의 진폭 편이 변조를 통해 이진 스트림을 8진수로 변환한다. 한 심볼당 3비트를 전송할 수 있다.

## 같이 보기
- DVB-T의 COFDM